# Hernán Salinas Wolberg
Hernán Salinas Wolberg (Ciudad de México, 1 de abril de 1982) es un político mexicano, miembro del Partido Acción Nacional. Ha sido en dos ocasiones diputado al Congreso de Nuevo León y en diputado federal para el periodo de 2018 a 2021.

## Reseña biográfica
Hernán Salinas Wolberg es licenciado en Derecho egresado del Instituto Tecnológico y de Estudios Superiores de Monterrey y maestro en Administración Pública por la London School of Economics and Political Science. Tiene estudios truncos de doctorado en Políticas Públicos por el ITESM.
Ha sido miembro del Partido Acción Nacional desde 2003, de 2004 a 2005 fue asesor jurídico las oficinas de Enlace Legislativo del PAN en Nuevo León y de 2007 a 2008 del gobierno municipal de San Pedro Garza García, Nuevo León y de 2008 a 2009 director jurídico del comité estatal del PAN.
En 2009 fue elegido por primera ocasión diputado a la LXXII Legislatura del Congreso del Estado de Nuevo León y en la que fue coordinador del grupo parlamentario del PAN y presidente de la comisión de Gobernación y Organización Interna de los Poderes. Al terminar el cargo en 2012 y hasta 2013 fue secretario de gobierno y de 2013 a 2014 secretario de Administración en el ayuntamiento de San Pedro Garza García encabezado por Ugo Ruiz Cortés.
De 2015 a 2018 fue por segunda vez diputado al Congreso de Nuevo León, en esta ocasión a la LXXIV Legislatura, desempeñándose como presidente de la comisión de Puntos Constitucionales y vocal de las comisiones de Presupuesto; Para la igualdad de género; Desarrollo Urbano; Fomento Económico, Juventud; y, Quinta de Hacienda y Desarrollo Municipal.
En 2018 fue postulado por la coalición Todos por México a diputado federal por el Distrito 1 de Nuevo León, resultando electo para la LXIV Legislatura que culminará en 2021. En la Cámara de Diputados es secretario de la comisión de Energía; e integrante de la comisión de Economía, Comercio y Competitividad; y de la comisión de Medio Ambiente, Sustentabilidad, Cambio Climático y Recursos Naturales.